# Josef Schrattenholz
Johann Josef Schrattenholz, auch Joseph Schrattenholz (* 19. Oktober 1847 in Hoholz bei Bonn; † 22. Mai 1909 in Berlin), war ein Journalist, Musikschriftsteller und Biograf, der gegen den Antisemitismus eintrat.

## Leben
Seine Eltern waren der Lehrer, Dichter, Schriftsteller und Komponist Wilhelm Schrattenholz (* 28. Juni 1815 in Birlinghoven bei Bonn; † 4. Dezember 1898 in Köln) und dessen Frau Maria Helena Franziska Schrattenholz, geb. Schreiner (* 15. September 1814 in Birlinghoven bei Bonn; † 29. Dezember 1882 in Bonn).
Josef Schrattenholz erhielt wissenschaftlichen und musikalischen Privatunterricht, insbesondere durch seinen Bruder, den Pianisten Max Schrattenholz. Von 1863 bis 1868 arbeitete Josef Schrattenholz als Musiklehrer in Köln. Danach setzte er seine Studien in Berlin und Bonn fort, wo er von 1870 bis 1873 Redakteur der Bonner Zeitung war. Anschließend lebte er in Düsseldorf und gab 1874 eine Sammlung von Sprüchen des Komponisten Robert Schumann heraus. Josef Schrattenholz stand in brieflichem Kontakt zu bedeutenden Musikern seiner Zeit, so mit dem Komponisten Robert Franz, Clara und Robert Schumann und dem Dirigenten Hans von Bülow. Er verfasste außerdem Artikel und Kritiken für die Didaskalia aus Heidelberg, Die Würzburger Presse, Allgemeine Zeitung aus München und die Allgemeine deutsche Musikzeitung, in der er sich unter anderem mit Hugo Riemann einen Schlagabtausch lieferte. Im Jahre 1891 erschien seine Biographie über den Düsseldorfer Maler Eduard Bendemann (1811–1889).
Josef Schrattenholz war Katholik und setzte sich mit der in der zweiten Hälfte des 19. Jahrhunderts zunehmenden Feindlichkeit gegen Juden auseinander. Ab 1890 veröffentlichte er eine Reihe von Büchern, die sich um eine Bekämpfung des Antisemitismus bemühten, unter anderem 1894 die Anthologie Antisemiten-Hammer, deren Titel sich anlehnt an das spätmittelalterliche Werk der Hexenverfolgung Hexenhammer des Dominikaners Heinrich Kramer. Der Antisemiten-Hammer mit einem Vorwort des Naturwissenschaftlers Jakob Moleschott versammelt Zitate von nichtjüdischen Schriftstellern der Weltliteratur sowie von nichtjüdischen Zeitgenossen gegen den Antisemitismus oder zur Verteidigung der Juden. Ab 1895 lebte Josef Schrattenholz in Kessenich bei Bonn und ab 1898 bis zu seinem Tode 1909 in Berlin.
1876 verlobte er sich mit Elsa Schneider, einer Tochter des Leiters des Konservatoriums zu Köln, die er anschließend vermutlich auch heiratete. Zusammen gründete das Paar 1878 eine Musikschule in Bonn, in der auch Adolf Blomberger und Luigi Borghetti unterrichteten. Später heiratete er Anna Margarethe Jernberg (* 22. Mai 1862 in Düsseldorf; † 4. März 1916 in Berlin), eine Tochter des Malers August Jernberg. Zusammen hatten sie 7 Söhne und 7 Töchter.

## Werke
- Robert Schumann als Kritiker. Sprüche aus seinen Schriften über Musik und Musiker. Zur Erinnerung an die Bonner Gedächtnißfeier Robert Schumanns gesammelt und mit einer Vorrede versehen von Josef Schrattenholz, Bonn: Im Selbstverlag des Verfassers, 1873
- Robert Schumann als Schriftsteller. Sprüche aus seinen Schriften über Musik und Musiker, 2. Auflage, Leipzig: Breitkopf & Härtel, 1880 (Digitalisat)
- Das National-Denkmal am Niederwald, Zürich: Orell Füssli, 1884 (= Europäische Wanderbilder 83)
- als Herausgeber: Die Musik-Welt. Organ für die Lebensinteressen des Musikerstandes und des musikalischen Publikums, Leipzig-Reudnitz: Rühle, 1887–1888
- Eduard Bendemann. Betrachtungen und Erinnerungen, Düsseldorf: C. Kraus (Ed. Lintz), 1891 (Digitalisat).
- Vor dem Scheiterhaufen. Ein Wort für die Juden und ein Vorwort für den Czaaren, Breslau: Freund, 1891 (Digitalisat)
- Christianus Democritus (Pseudonym): Tempora mutantur! Glossarium zum Schulgesetzentwurf, Düsseldorf: Felix Bagel, 1892
- Grosspapa Stöcker. Ein Beitrag zur Descendenz-Theorie des modernen Antisemitismus, Düsseldorf: Eduard Lintz, 1893 (Digitalisat)
- Antisemiten-Hammer. Eine Anthologie aus der Weltliteratur, herausgegeben und mit einer Einleitung versehen, mit einem Vorwort von Jakob Moleschott, Düsseldorf: Eduard Lintz, 1894 (Digitalisat)
- Berliner Frühlings-Lieder. Gedichtet von Josef Schrattenholz, Berlin: Willkommen-Verlag, 1898
- Doppelliebe und Anderes, Berlin-Leipzig: J. Cotta, 1900